# Argyractis phoedralis
Argyractis phoedralis là một loài bướm đêm trong họ Crambidae.